# SC Weiche Flensburg 08
SC Weiche Flensburg 08 (celým názvem: Sportclub Weiche Flensburg von 1908 e. V.) je německý sportovní klub, který sídlí ve městě Flensburg ve spolkové zemi Šlesvicko-Holštýnsko. Založen byl v roce 1930 pod názvem ESV Flensburg-Weiche. Svůj současný název nese od roku 2017. Od sezóny 2012/13 působí v Regionallize Nord, čtvrté německé nejvyšší fotbalové soutěži. Své domácí zápasy odehrává na Manfred-Werner-Stadionu s kapacitou 2 500 diváků. Klubové barvy jsou červená, modrá a bílá.
Mimo mužský fotbalový oddíl má sportovní klub i jiné oddíly, mj. oddíl badmintonu, gymnastiky, juda a volejbalu.

## Historické názvy
Zdroj: 
- 1930 – ESV Flensburg-Weiche (Eisenbahner Turn- und Sportverein Flensburg-Weiche von 1930 e. V.)
- 1945 – zánik
- 1949 – obnovena činnost pod názvem TSV Weiche-West (Turn- und Sportverein Weiche-West von 1949)
- 1972 – fúze s ESV Weiche ⇒ ETSV Weiche (Eisenbahner Turn- und Sportverein Weiche von 1930 e. V.)
- 2017 – fúze s Flensburg 08 ⇒ SC Weiche Flensburg 08 (Sport-Club Weiche Flensburg von 1908 e. V.)

## Získané trofeje
- SHFV-Pokal ( 1× )
  - 2017/18

## Galerie

Staré logo (používané do r. 2017)
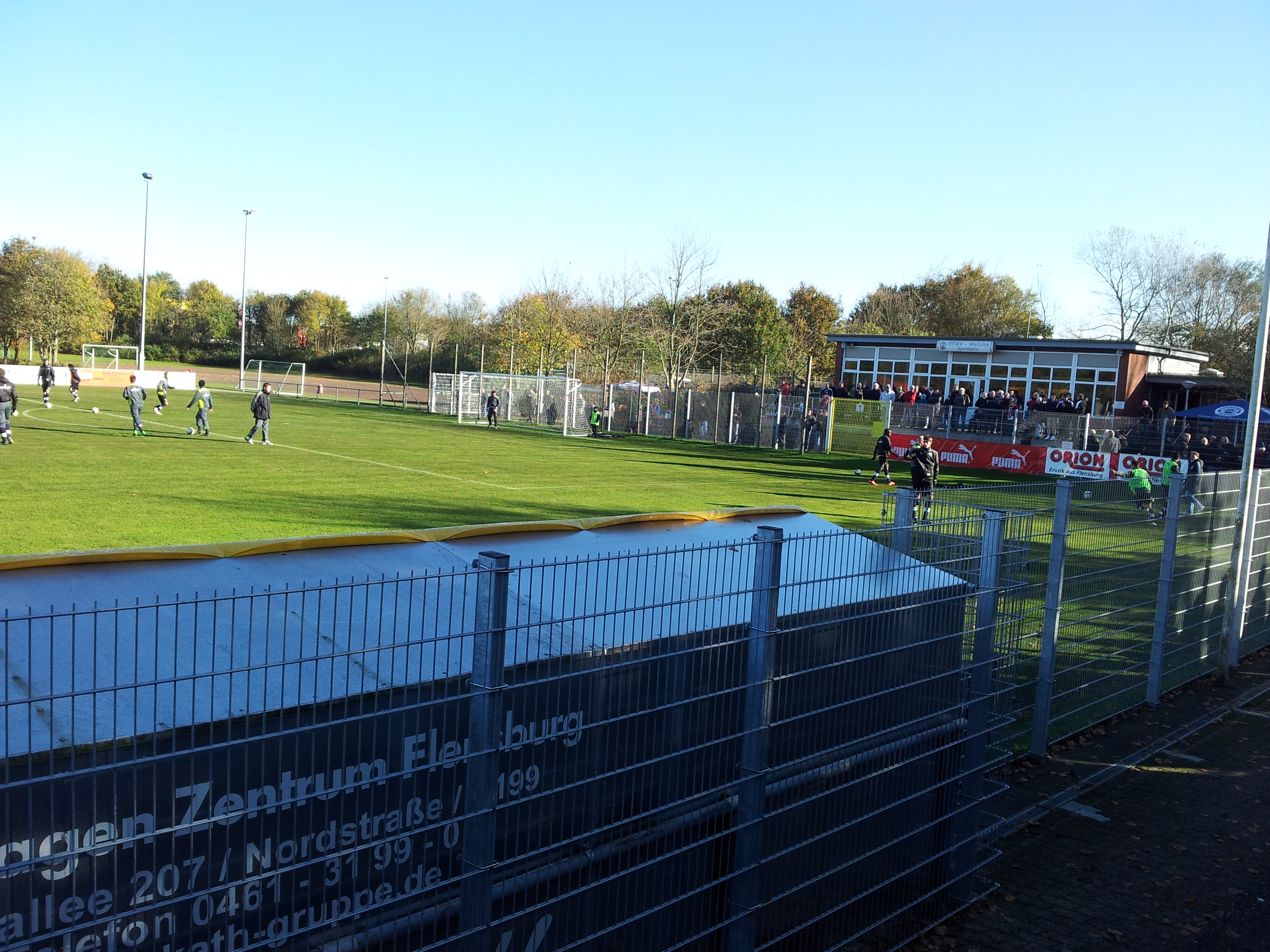
Manfred-Werner-Stadion (2012)

## Umístění v jednotlivých sezonách
Stručný přehled
Zdroj: 
- 1957–1968: 2. Amateurliga Schleswig-Holstein Nord
- 1968–1983: Bezirksliga Schleswig-Holstein Nord
- 1983–1984: Landesliga Schleswig-Holstein Nord
- 1984–1994: Bezirksliga Schleswig-Holstein Nord
- 1994–1996: Landesliga Schleswig-Holstein Nord
- 1997–2000: Bezirksliga Schleswig-Holstein Nord
- 2000–2007: Bezirksoberliga Schleswig-Holstein Nord
- 2007–2008: Verbandsliga Schleswig-Holstein
- 2008–2009: Verbandsliga Schleswig-Holstein Nordwest
- 2009–2012: Fußball-Schleswig-Holstein-Liga
- 2012– : Fußball-Regionalliga Nord

Jednotlivé ročníky
Zdroj: 
Legenda: Z - zápasy, V - výhry, R - remízy, P - porážky, VG - vstřelené góly, OG - obdržené góly, +/- - rozdíl skóre, B - body, červené podbarvení - sestup, zelené podbarvení - postup, fialové podbarvení - reorganizace, změna skupiny či soutěže
| Německo (1957 – ) |                                          |        |    |     |     |     |     |    |     |    |        |
| Sezóny            | Liga                                     | Úroveň | Z  | V   | R   | P   | VG  | OG | +/− | B  | Pozice |
| 1957/58           | 2. Amateurliga Schleswig-Holstein Nord   | 3      | 30 | ... | ... | ... | 71  | 94 | -23 | 22 | 14.    |
| 1958/59           | 2. Amateurliga Schleswig-Holstein Nord   | 3      | 30 | ... | ... | ... | 68  | 73 | -5  | 30 | 7.     |
| 1959/60           | 2. Amateurliga Schleswig-Holstein Nord   | 3      | 30 | ... | ... | ... | 52  | 88 | -36 | 22 | 12.    |
| 1960/61           | 2. Amateurliga Schleswig-Holstein Nord   | 3      | 32 | ... | ... | ... | 102 | 55 | +47 | 47 | 2.     |
| 1961/62           | 2. Amateurliga Schleswig-Holstein Nord   | 3      | 29 | ... | ... | ... | 90  | 56 | +34 | 38 | 5.     |
| 1962/63           | 2. Amateurliga Schleswig-Holstein Nord   | 3      | 30 | ... | ... | ... | 96  | 70 | +26 | 38 | 5.     |
| 1963/64           | 2. Amateurliga Schleswig-Holstein Nord   | 4      | 30 | ... | ... | ... | 56  | 63 | -7  | 28 | 11.    |
| 1964/65           | 2. Amateurliga Schleswig-Holstein Nord   | 4      | 30 | ... | ... | ... | 67  | 79 | -12 | 27 | 9.     |
| 1965/66           | 2. Amateurliga Schleswig-Holstein Nord   | 4      | 30 | ... | ... | ... | 60  | 61 | -1  | 34 | 13.    |
| 1966/67           | 2. Amateurliga Schleswig-Holstein Nord   | 4      | 30 | ... | ... | ... | 48  | 65 | -17 | 26 | 13.    |
| 1967/68           | 2. Amateurliga Schleswig-Holstein Nord   | 4      | 30 | ... | ... | ... | 49  | 60 | -11 | 28 | 11.    |
| 1968/69           | Bezirksliga Schleswig-Holstein Nord      | 5      | 30 | ... | ... | ... | 42  | 61 | -19 | 28 | 10.    |
| 1969/70           | Bezirksliga Schleswig-Holstein Nord      | 5      | 30 | ... | ... | ... | 48  | 49 | -1  | 32 | 6.     |
| 1970/71           | Bezirksliga Schleswig-Holstein Nord      | 5      | 30 | ... | ... | ... | 41  | 40 | +1  | 34 | 7.     |
| 1971/72           | Bezirksliga Schleswig-Holstein Nord      | 5      | 30 | ... | ... | ... | 50  | 79 | -29 | 26 | 12.    |
| 1972/73           | Bezirksliga Schleswig-Holstein Nord      | 5      | 30 | ... | ... | ... | 51  | 57 | -6  | 27 | 10.    |
| 1973/74           | Bezirksliga Schleswig-Holstein Nord      | 5      | 30 | ... | ... | ... | 45  | 49 | -4  | 27 | 10.    |
| 1974/75           | Bezirksliga Schleswig-Holstein Nord      | 6      | 30 | ... | ... | ... | 49  | 46 | +3  | 29 | 8.     |
| 1975/76           | Bezirksliga Schleswig-Holstein Nord      | 6      | 30 | ... | ... | ... | 63  | 49 | +14 | 39 | 3.     |
| 1976/77           | Bezirksliga Schleswig-Holstein Nord      | 6      | 30 | ... | ... | ... | 36  | 47 | -11 | 28 | 13.    |
| 1977/78           | Bezirksliga Schleswig-Holstein Nord      | 6      | 30 | ... | ... | ... | 54  | 57 | -3  | 26 | 13.    |
| 1978/79           | Bezirksliga Schleswig-Holstein Nord      | 6      | 30 | ... | ... | ... | 49  | 51 | -2  | 27 | 9.     |
| 1979/80           | Bezirksliga Schleswig-Holstein Nord      | 6      | 30 | ... | ... | ... | 49  | 63 | -14 | 23 | 11.    |
| 1980/81           | Bezirksliga Schleswig-Holstein Nord      | 6      | 30 | ... | ... | ... | 53  | 57 | -4  | 27 | 11.    |
| 1981/82           | Bezirksliga Schleswig-Holstein Nord      | 6      | 30 | ... | ... | ... | 61  | 44 | +17 | 36 | 4.     |
| 1982/83           | Bezirksliga Schleswig-Holstein Nord      | 6      | 32 | ... | ... | ... | 78  | 37 | +41 | 47 | 1.     |
| 1983/84           | Landesliga Schleswig-Holstein Nord       | 5      | 30 | ... | ... | ... | 41  | 68 | -27 | 16 | 16.    |
| 1984/85           | Bezirksliga Schleswig-Holstein Nord      | 6      | 30 | ... | ... | ... | 58  | 54 | +4  | 29 | 9.     |
| 1985/86           | Bezirksliga Schleswig-Holstein Nord      | 6      | 30 | ... | ... | ... | 58  | 35 | +23 | 41 | 3.     |
| 1986/87           | Bezirksliga Schleswig-Holstein Nord      | 6      | 30 | ... | ... | ... | 58  | 36 | +22 | 37 | 2.     |
| 1987/88           | Bezirksliga Schleswig-Holstein Nord      | 6      | 30 | ... | ... | ... | 60  | 49 | +11 | 31 | 7.     |
| 1988/89           | Bezirksliga Schleswig-Holstein Nord      | 6      | 30 | ... | ... | ... | 57  | 48 | +9  | 29 | 8.     |
| 1989/90           | Bezirksliga Schleswig-Holstein Nord      | 6      | 30 | ... | ... | ... | 51  | 40 | +11 | 34 | 5.     |
| 1990/91           | Bezirksliga Schleswig-Holstein Nord      | 6      | 30 | ... | ... | ... | 64  | 47 | +17 | 32 | 6.     |
| 1991/92           | Bezirksliga Schleswig-Holstein Nord      | 6      | 30 | ... | ... | ... | 65  | 47 | +18 | 35 | 5.     |
| 1992/93           | Bezirksliga Schleswig-Holstein Nord      | 6      | 30 | ... | ... | ... | 46  | 36 | +10 | 33 | 5.     |
| 1993/94           | Bezirksliga Schleswig-Holstein Nord      | 6      | 30 | ... | ... | ... | 61  | 24 | +37 | 46 | 1.     |
| 1994/95           | Landesliga Schleswig-Holstein Nord       | 6      | 30 | ... | ... | ... | 29  | 46 | -17 | 27 | 11.    |
| 1995/96           | Landesliga Schleswig-Holstein Nord       | 6      | 30 | ... | ... | ... | 40  | 49 | -9  | 36 | 11.    |
| 1996/97           | Landesliga Schleswig-Holstein Nord       | 6      | 30 | ... | ... | ... | 27  | 66 | -39 | 27 | 15.    |
| 1997/98           | Bezirksliga Schleswig-Holstein Nord      | 7      | 30 | ... | ... | ... | 52  | 37 | +15 | 45 | 4.     |
| 1998/99           | Bezirksliga Schleswig-Holstein Nord      | 7      | 30 | ... | ... | ... | 65  | 53 | +12 | 40 | 11.    |
| 1999/00           | Bezirksliga Schleswig-Holstein Nord      | 7      | 30 | ... | ... | ... | 109 | 24 | +85 | 80 | 1.     |
| 2000/01           | Bezirksoberliga Schleswig-Holstein Nord  | 6      | 30 | ... | ... | ... | 77  | 40 | +37 | 57 | 4.     |
| 2001/02           | Bezirksoberliga Schleswig-Holstein Nord  | 6      | 30 | ... | ... | ... | 106 | 27 | +79 | 79 | 1.     |
| 2002/03           | Bezirksoberliga Schleswig-Holstein Nord  | 6      | 30 | 12  | 4   | 14  | 43  | 46 | -3  | 40 | 10.    |
| 2003/04           | Bezirksoberliga Schleswig-Holstein Nord  | 6      | 30 | 9   | 8   | 13  | 54  | 50 | +4  | 35 | 11.    |
| 2004/05           | Bezirksoberliga Schleswig-Holstein Nord  | 6      | 30 | 10  | 5   | 15  | 46  | 65 | -19 | 35 | 13.    |
| 2005/06           | Bezirksoberliga Schleswig-Holstein Nord  | 6      | 30 | 15  | 7   | 8   | 56  | 44 | +12 | 52 | 4.     |
| 2006/07           | Bezirksoberliga Schleswig-Holstein Nord  | 6      | 30 | 20  | 3   | 7   | 81  | 43 | +38 | 63 | 1.     |
| 2007/08           | Verbandsliga Schleswig-Holstein          | 5      | 36 | 10  | 8   | 18  | 44  | 75 | -31 | 38 | 14.    |
| 2008/09           | Verbandsliga Schleswig-Holstein Nordwest | 6      | 34 | 21  | 9   | 4   | 94  | 32 | +62 | 72 | 2.     |
| 2009/10           | Fußball-Schleswig-Holstein-Liga          | 5      | 34 | 11  | 11  | 12  | 45  | 37 | +8  | 44 | 9.     |
| 2010/11           | Fußball-Schleswig-Holstein-Liga          | 5      | 34 | 16  | 5   | 13  | 67  | 45 | +22 | 53 | 6.     |
| 2011/12           | Fußball-Schleswig-Holstein-Liga          | 5      | 34 | 22  | 6   | 6   | 71  | 28 | +43 | 72 | 2.     |
| 2012/13           | Fußball-Regionalliga Nord                | 4      | 30 | 9   | 10  | 11  | 38  | 48 | -10 | 37 | 7.     |
| 2013/14           | Fußball-Regionalliga Nord                | 4      | 34 | 16  | 9   | 9   | 56  | 38 | +18 | 57 | 6.     |
| 2014/15           | Fußball-Regionalliga Nord                | 4      | 34 | 14  | 10  | 10  | 53  | 37 | +16 | 52 | 5.     |
| 2015/16           | Fußball-Regionalliga Nord                | 4      | 34 | 17  | 13  | 4   | 57  | 29 | +28 | 64 | 3.     |
| 2016/17           | Fußball-Regionalliga Nord                | 4      | 34 | 19  | 9   | 6   | 56  | 35 | +21 | 66 | 2.     |
| 2017/18           | Fußball-Regionalliga Nord                | 4      | 34 | 21  | 10  | 3   | 61  | 25 | +36 | 73 | 1.     |
| 2018/19           | Fußball-Regionalliga Nord                | 4      | 34 | 16  | 11  | 7   | 65  | 41 | +24 | 59 | 4.     |
| 2019/20           | Fußball-Regionalliga Nord                | 4      | 23 | 14  | 4   | 5   | 35  | 22 | +13 | 46 | 3.     |
| 2020/21           | Fußball-Regionalliga Nord                | 4      | 9  | 8   | 0   | 1   | 18  | 6  | +12 | 24 | 1.     |
| 2021/22           | Fußball-Regionalliga Nord                | 4      | 18 | 11  | 2   | 5   | 28  | 21 | +7  | 35 | 2.     |
| 2022/23           | Fußball-Regionalliga Nord                | 4      | 36 | 16  | 8   | 12  | 56  | 47 | +9  | 56 | 5.     |
| 2023/24           | Fußball-Regionalliga Nord                | 4      | 34 | 9   | 11  | 14  | 44  | 59 | -15 | 38 | 15.    |
| 2024/25           | Fußball-Regionalliga Nord                | 4      | 34 | 11  | 8   | 15  | 52  | 62 | -10 | 41 | 13.    |